# Liste des choix de repêchages des Scouts de Kansas City
Cette liste contient tous les joueurs de hockey sur glace ayant été repêchés par les Scouts de Kansas City, ancienne franchise de la Ligue nationale de hockey. Les joueurs listés ci-dessus n'ont pas obligatoirement joué un match sous le maillot de l'équipe.
Elle regroupe les joueurs du Repêchage de 1974 organisé par la LNH en 1973-1974 et du Repêchage de 1975 organisé par la LNH en 1974-1975. La franchise déménage la saison suivante et devient les Rockies du Colorado,. Les joueurs sont classés par année de repêchage. Les deux premières colonnes donnent le rang et le tour duquel le joueur a été repêché suivis de son nom, de sa nationalité et de sa position de jeu.

## Les repêchages amateurs

### 1974
| No  | Tour | Nom             | Nationalité | Position      |
| --- | ---- | --------------- | ----------- | ------------- |
| 2   | 1er  | Wilf Paiement   | Canada      | Ailier droit  |
| 20  | 2e   | Glen Burdon     | Canada      | Centre        |
| 38  | 3e   | Bob Bourne      | Canada      | Centre        |
| 56  | 4e   | Roger Lemelin   | Canada      | Défenseur     |
| 74  | 5e   | Mark Lomenda    | Canada      | Ailier droit  |
| 92  | 6e   | John Shewchuk   | États-Unis  | Centre        |
| 110 | 7e   | Mike Boland     | Canada      | Défenseur     |
| 145 | 9e   | Brian Kuruliak  | Canada      | Ailier gauche |
| 162 | 10e  | Denis Carufel   | Canada      | Défenseur     |
| 177 | 11e  | Soren Johansson | Suède       | Ailier droit  |
| 191 | 12e  | Matts Ulander   | Suède       | Ailier gauche |
| 203 | 13e  | Edward Pizunski | Canada      | Défenseur     |
| 213 | 14e  | Willie Wing     | Canada      | Ailier droit  |

### 1975
| No  | Tour | Nom            | Nationalité | Position       |
| --- | ---- | -------------- | ----------- | -------------- |
| 2   | 1er  | Barry Dean     | Canada      | Ailier gauche  |
| 20  | 2e   | Don Cairns     | Canada      | Ailier gauche  |
| 38  | 3e   | Neil Lyseng    | Canada      | Ailier droit   |
| 56  | 4e   | Ron Delorme    | Canada      | Centre         |
| 74  | 5e   | Terry McDonald | Canada      | Défenseur      |
| 92  | 6e   | Eric Sanderson | Canada      | Ailier gauche  |
| 110 | 7e   | Bill Oleschuk  | Canada      | Gardien de but |
| 128 | 8e   | Joe Baker      | États-Unis  | Défenseur      |
| 145 | 9e   | Scott Williams | Canada      | Ailier gauche  |

### 1976
| No | Tour | Nom           | Nationalité | Position      |
| -- | ---- | ------------- | ----------- | ------------- |
| 11 | 1er  | Paul Gardner  | Canada      | Centre        |
| 38 | 3e   | Mike Kitchen  | Canada      | Défenseur     |
| 74 | 5e   | Rick McIntyre | Canada      | Ailier gauche |
| 92 | 6e   | Larry Skinner | Canada      | Centre        |